# تشرمنا ناد اورلیتسی
تشرمنا ناد اورلیتسی (به چکی: Čermná nad Orlicí) یک منطقهٔ مسکونی در جمهوری چک است که در ناحیه ریخنوف ناد کنیژنوو واقع شده‌است.